# HRC/RES/48/13
HRC/RES/48/13ː The human right to a clean, healthy and sustainable environment（清潔で健康的かつ持続可能な環境に対する人権）は、健全な環境を人権として認める国連人権理事会（HRC）の決議である。この決議はHRCの第48回会期で採択され、HRCがこの人権を認めた初めての決議となった。決議案は、コスタリカ（ペンホルダー）、モロッコ、スロベニア、スイス、モルディブからなるコアグループによって提案された。投票は、賛成43票、反対0票、棄権4票（中国、インド、日本、ロシア連邦）で可決された。

## 国連総会
決議自体には法的拘束力がないが、人権理事会は「国連総会にこの問題（清潔で健康的かつ持続可能な環境に対する人権）を検討するよう呼びかけている」。 